# Liste des députés de la Charente
 (mai 2025).
Cet article dresse la liste des députés élus dans le département de la Charente.

## Cinquième République

### XVIIelégislature(2024-)
| Circonscription           | Député             | Parti | Parti | Suppléant         | Autre mandat                                   |
| ------------------------- | ------------------ | ----- | ----- | ----------------- | ---------------------------------------------- |
| Première circonscription  | René Pilato        |       | LFI   | Aude Marchand     |                                                |
| Deuxième circonscription  | Sandra Marsaud     |       | RE    | Ludovic Massacret |                                                |
| Troisième circonscription | Caroline Colombier |       | RN    | Vivian Deslandes  | Conseillère régionale de la Nouvelle-Aquitaine |

### XVIelégislature(2022–2024)
| Circonscription           | Député                                    | Parti | Parti | Suppléant         | Autre mandat                                   |
| ------------------------- | ----------------------------------------- | ----- | ----- | ----------------- | ---------------------------------------------- |
| Première circonscription  | René Pilato (à partir du 30 janvier 2023) |       | LFI   | Aude Marchand     |                                                |
| Première circonscription  | Thomas Mesnier (jusqu'au 2 décembre 2022) |       | HOR   | Catherine Mallet  | Conseiller départemental                       |
| Deuxième circonscription  | Sandra Marsaud                            |       | LREM  | Ludovic Massacret |                                                |
| Troisième circonscription | Caroline Colombier                        |       | RN    | Laure Forestier   | Conseillère régionale de la Nouvelle-Aquitaine |

### XVelégislature(2017–2022)
| Circonscription           | Député         | Parti | Parti | Suppléant        | Autre mandat                                       |
| ------------------------- | -------------- | ----- | ----- | ---------------- | -------------------------------------------------- |
| Première circonscription  | Thomas Mesnier |       | REM   | Catherine Mallet |                                                    |
| Deuxième circonscription  | Sandra Marsaud |       | REM   | Delphine Baron   | Conseillère municipale de Saint-Même-les-Carrières |
| Troisième circonscription | Jérôme Lambert |       | PS    | Michel Buisson   |                                                    |

### XIVelégislature(2012–2017)
| Circonscription           | Député                                                                                        | Parti | Parti | Suppléant           | Autre mandat                |
| ------------------------- | --------------------------------------------------------------------------------------------- | ----- | ----- | ------------------- | --------------------------- |
| Première circonscription  | Martine Pinville À la suite de sa nomination au gouvernement le 18 juillet 2015 : David Comet |       | PS    | David Comet         | Adjointe au maire de Balzac |
| Deuxième circonscription  | Marie-Line Reynaud                                                                            |       | PS    | Jean-Michel Tamagna |                             |
| Troisième circonscription | Jérôme Lambert                                                                                |       | PS    | Michel Buisson      |                             |

### XIIIelégislature(2007–2012)
| Circonscription           | Député              | Parti | Parti | Suppléant             | Autre mandat |
| ------------------------- | ------------------- | ----- | ----- | --------------------- | ------------ |
| Première circonscription  | Jean-Claude Viollet |       | PS    | Michel Boutant        |              |
| Deuxième circonscription  | Marie-Line Reynaud  |       | PS    | Michel Gourinchas     |              |
| Troisième circonscription | Jérôme Lambert      |       | PS    | Jean-Marie Judde      |              |
| Quatrième circonscription | Martine Pinville    |       | PS    | Jean-Claude Beauchaud |              |

### XIIelégislature(2002–2007)
| Circonscription     | Identité              | Parti | Suppléant        | Autre mandat                                                                                          |
| ------------------- | --------------------- | ----- | ---------------- | --- |
| 1re circonscription | Jean-Claude Viollet   | PS    | Michel Boutant   | |
| 2e circonscription  | Jacques Bobe          | UMP   | Jean Gombert     | Président du conseil général de la Charente, conseiller général du canton de Châteauneuf-sur-Charente |
| 3e circonscription  | Jérôme Lambert        | PS    | Jean-Marie Judde | |
| 4e circonscription  | Jean-Claude Beauchaud | PS    | Guy Branchut     | Maire du Gond-Pontouvre                                                                               |

### XIelégislature(1997 - 2002)
| Circonscription     | Identité              | Parti | Suppléant             | Autre mandat                         |
| ------------------- | --------------------- | ----- | --------------------- | ------------------------------------ |
| 1re circonscription | Jean-Claude Viollet   | PS    | Michel Boutant        | Conseiller municipal d'Angoulême     |
| 2e circonscription  | Marie-Line Reynaud    | PS    | Jean-Marie Parenteau  | Première adjointe au maire de Jarnac |
| 3e circonscription  | Jérôme Lambert        | PS    | Danielle Trimoulinard |                                      |
| 4e circonscription  | Jean-Claude Beauchaud | PS    | Guy Branchut          | Maire du Gond-Pontouvre              |

### Xelégislature(1993 - 1997)
| Circonscription     | Identité              | Parti | Suppléant            | Autre mandat                                |
| ------------------- | --------------------- | ----- | -------------------- | ------------------------------------------- |
| 1re circonscription | Georges Chavanes      | UDF   | Jean-Michel Bolvin   | Maire d'Angoulême                           |
| 2e circonscription  | Pierre-Rémy Houssin   | RPR   | Robert Roux          | Président du Conseil général de la Charente |
| 3e circonscription  | Henri de Richemont    | RPR   | Marie-France Michaud | Maire d'Étagnac                             |
| 4e circonscription  | Jean-Claude Beauchaud | PS    | Robert Granet        | Maire du Gond-Pontouvre                     |

### IXelégislature(1988 - 1993)
| Circonscription     | Identité              | Parti | Suppléant             | Autre mandat                                                                   |
| ------------------- | --------------------- | ----- | --------------------- | ------------------------------------------------------------------------------ |
| 1re circonscription | Georges Chavanes      | UDF   | Jean-Michel Bolvin    | Maire d'Angoulême                                                              |
| 2e circonscription  | Pierre-Rémy Houssin   | RPR   | Robert Roux           | Maire de Baignes-Sainte-Radegonde, Président du Conseil général de la Charente |
| 3e circonscription  | Jérôme Lambert        | PS    | Jean Reyrat           |                                                                                |
| 4e circonscription  | Jean-Michel Boucheron | PS    | Jean-Claude Beauchaud |                                                                                |

Jean-Michel Boucheron démissionne le 31 janvier 1993.

### VIIIelégislature(1986 - 1988)
Scrutin proportionnel plurinominal par département, pas de député par circonscription. Les quatre députés élus en Charente sont, par ordre alphabétique :
| Identité              | Parti | Autre mandat                                                                   |
| --------------------- | ----- | ------------------------------------------------------------------------------ |
| Jean-Michel Boucheron | PS    | Maire d'Angoulême                                                              |
| Francis Hardy         | RPR   | Conseiller général du canton de Cognac-Nord                                    |
| Pierre-Rémy Houssin   | RPR   | Maire de Baignes-Sainte-Radegonde, Président du Conseil général de la Charente |
| Jérôme Lambert        | PS    |                                                                                |

### VIIelégislature(1981 - 1986)
| Circonscription     | Identité              | Parti | Suppléant      | Autre mandat                                |
| ------------------- | --------------------- | ----- | -------------- | ------------------------------------------- |
| 1re circonscription | Jean-Michel Boucheron | PS    | Jean Lacamoire | Maire d'Angoulême                           |
| 2e circonscription  | Bernard Villette      | PS    | Claude Jarry   | Conseiller général du canton de Cognac-Nord |
| 3e circonscription  | André Soury           | PCF   | Denise Laidet  | Maire de Pressignac                         |

### VIelégislature(1978 - 1981)
| Circonscription     | Identité              | Parti | Suppléant           | Autre mandat        |
| ------------------- | --------------------- | ----- | ------------------- | ------------------- |
| 1re circonscription | Jean-Michel Boucheron | PS    | Jean Lacamoire      | Maire d'Angoulême   |
| 2e circonscription  | Francis Hardy         | RPR   | Pierre-Rémy Houssin |                     |
| 3e circonscription  | André Soury           | PCF   | Denise Laidet       | Maire de Pressignac |

### Velégislature(1973 - 1978)
| Circonscription     | Identité        | Parti | Suppléant      | Autre mandat                               |
| ------------------- | --------------- | ----- | -------------- | ------------------------------------------ |
| 1re circonscription | Raymond Réthoré | UDR   | Émile Paquier  |                                            |
| 2e circonscription  | Francis Hardy   | UDR   | Charles Franc  | Conseiller général du canton de Cognac-Sud |
| 3e circonscription  | Michel Alloncle | UDR   | Jean Colombier | Conseiller général, maire de Ruffec        |

### IVelégislature(1968 - 1973)
| Circonscription     | Identité                                                                          | Parti            | Suppléant        | Autre mandat                           |
| ------------------- | --------------------------------------------------------------------------------- | ---------------- | ---------------- | -------------------------------------- |
| 1re circonscription | Raymond Réthoré                                                                   | UDR              | Robert Frouard   |                                        |
| 2e circonscription  | Félix Gaillard À la suite de son décès le 9 juillet 1970 : Jean Lafon (suppléant) | FGDS Non inscrit | Jean Lafon       |                                        |
| 3e circonscription  | Michel Alloncle                                                                   | UDR              | Robert Godeberge | Conseiller général du canton de Ruffec |

### IIIelégislature(1967 - 1968)
| Circonscription     | Identité        | Parti        | Suppléant         | Autre mandat              |
| ------------------- | --------------- | ------------ | ----------------- | ------------------------- |
| 1re circonscription | Raymond Réthoré | UNR          | Robert Frouard    | Maire de Magnac-Lavalette |
| 2e circonscription  | Félix Gaillard  | FGDS-Radical | Jean Lafon        | Conseiller général        |
| 3e circonscription  | Jean Valentin   | PDM          | Pierre Réveillaud | Maire de Chabanais        |

### IIelégislature(1962 - 1967)
| Circonscription     | Identité        | Parti  | Suppléant         | Autre mandat       |
| ------------------- | --------------- | ------ | ----------------- | ------------------ |
| 1re circonscription | Raymond Réthoré | UNR    | Marc Vergnaud     |                    |
| 2e circonscription  | Félix Gaillard  | RD     | Jean Lafon        |                    |
| 3e circonscription  | Jean Valentin   | NI-DVD | Pierre Réveillaud | Maire de Chabanais |

### Irelégislature(1958 - 1962)
| Circonscription     | Identité        | Parti      | Suppléant         | Autre mandat                           |
| ------------------- | --------------- | ---------- | ----------------- | -------------------------------------- |
| 1re circonscription | Raymond Réthoré | UNR        | Pierre Bouhet     |                                        |
| 2e circonscription  | Félix Gaillard  | NI Radical | Jean Lafon        |                                        |
| 3e circonscription  | Jean Valentin   | CNIP       | Pierre Réveillaud | Conseiller général, maire de Chabanais |

## IVeRépublique
Sous la IVe République, les élections législatives se déroulent sous forme de scrutin proportionnel plurinominal par département. En Charente, quatre députés sont élus ; il n’y a pas de suppléant.

### IIIelégislature (1956 - 1958)
Les quatre députés élus sont, par ordre alphabétique :
| Identité       | Parti |
| -------------- | ----- |
| Félix Gaillard | PRRRS |
| Jean Pronteau  | PCF   |
| André Soury    | PCF   |
| Henri Thébault | CNIP  |

### IIelégislature (1951 - 1955)
Les quatre députés élus sont, par ordre alphabétique :
| Identité           | Parti |
| ------------------ | ----- |
| Jacques Furaud     | RPF   |
| Félix Gaillard     | PRRRS |
| Augustin Maurellet | SFIO  |
| Jean Pronteau      | PCF   |

### Irelégislature (1946 - 1951)
Les quatre députés élus sont, par ordre alphabétique :
| Identité           | Parti |
| ------------------ | ----- |
| Jacques Furaud     | MRP   |
| Félix Gaillard     | PRRRS |
| Augustin Maurellet | SFIO  |
| Jean Pronteau      | PCF   |

## Gouvernement provisoire de la République française
Les deux élections législatives organisées pendant le gouvernement provisoire de la République française se déroulent sous forme de scrutin proportionnel plurinominal par département. En Charente, quatre députés sont élus ; il n’y a pas de suppléant.

### Assemblée nationale constituante de 1946(2 juin 1946 - 27 novembre 1946)
Les quatre députés élus sont, par ordre alphabétique :
| Identité           | Parti |
| ------------------ | ----- |
| Mariette Brion     | PCF   |
| Jacques Furaud     | MRP   |
| Augustin Maurellet | SFIO  |
| Jean Pronteau      | PCF   |

### Assemblée nationale constituante de 1945(21 octobre 1945 - 2 juin 1946)
Les quatre députés élus sont, par ordre alphabétique :
| Identité           | Parti |
| ------------------ | ----- |
| André Chabanne     | UDSR  |
| Jacques Furaud     | MRP   |
| Augustin Maurellet | SFIO  |
| Jean Pronteau      | PCF   |

## IIIeRépublique

### Assemblée nationale(1871-1876)
- Édouard Martell, Centre droit
- Jean-Baptiste Péconnet, Appel au peuple (Bonapartiste), décédé le 23 mai 1871
- John Dumas de Champvallier, Centre droit
- Charles Boreau-Lajanadie, Centre droit
- Adolphe Marchand, Union des droites (Monarchiste)
- Louis Alban Ganivet, Appel au peuple (Bonapartiste)
- Pierre Mathieu-Bodet, Centre droit

### Irelégislature(1876-1877)
- Gustave Cuneo d'Ornano
- André Duclaud
- Jean-Edmond Laroche-Joubert
- Louis Alban Ganivet
- Pierre Mathieu-Bodet
- Louis Gautier (homme politique)

### IIelégislature(1877-1881)
- Gustave Cuneo d'Ornano
- Jules Jean-François André
- Louis Gautier (homme politique) démissionne en 1880, remplacé par René François Gautier
- André Duclaud
- Jean-Edmond Laroche-Joubert
- Louis Alban Ganivet

### IIIelégislature(1881-1885)
- Gustave Cuneo d'Ornano
- Jules Jean-François André décédé en 1883, remplacé par Louis-Eugène Arnous
- René François Gautier
- Jean-Edmond Laroche-Joubert décédé en 1884, remplacé par Edgard Laroche-Joubert
- André Duclaud
- Jean Marrot

### IVelégislature(1885-1889)
- Gustave Cuneo d'Ornano
- Louis Alban Ganivet décédé en 1888, remplacé par Étienne Gellibert des Seguins
- Louis-Eugène Arnous
- Edgard Laroche-Joubert
- John Dumas de Champvallier
- Charles Boreau-Lajanadie

### Velégislature(1889-1893)
- Cognac : Gustave Cuneo d'Ornano, Bonapartiste, Boulangiste
- Ruffec : John Dumas de Champvallier, Droite, décédé en 1890, remplacé par Eugène Duportal, Républicain
- Confolens : André Duclaud, Républicain, décédé en 1890, remplacé par Antoine Babaud-Lacroze, Républicain
- Angoulême-2 : Paul Déroulède, Boulangiste
- Barbezieux : Louis-Eugène Arnous, Bonapartiste
- Angoulême-1 : Edgard Laroche-Joubert, Bonapartiste

Source : journal Le Temps du 24 septembre et du 8 octobre 1889 sur Gallica,.

### VIelégislature(1893-1898)
- Cognac : Gustave Cuneo d'Ornano, Rallié
- Angoulême-2 : Étienne Gellibert des Seguins, Rallié
- Ruffec : René François Gautier, Rallié
- Confolens : Antoine Babaud-Lacroze, Républicain
- Barbezieux : Louis-Eugène Arnous, Rallié
- Angoulême-1 : Edgard Laroche-Joubert, Rallié

Source : journal Le Temps du 22 août et du 5 septembre 1893 sur Gallica,.

### VIIelégislature(1898-1902)
- Cognac : Gustave Cuneo d'Ornano, Bonapartiste
- Barbezieux : Louis-Eugène Arnous, Monarchiste, décédé en 1901, remplacé par Georges Géo-Gérald, Républicain
- Angoulême-2 : Paul Déroulède, Révisionniste,  déchu en 1901, remplacé par Auguste Mulac, Républicain Radical
- Confolens : Antoine Babaud-Lacroze, Républicain
- Ruffec : Pierre Limouzain-Laplanche, Républicain
- Angoulême-1 : Edgard Laroche-Joubert, Rallié

Source : journal Le Temps du 10 mai et du 24 mai 1898 sur Gallica,.

### VIIIelégislature(1902-1906)
- Cognac : Gustave Cuneo d'Ornano, Plébiscitaire (Groupe Nationaliste)
- Barbezieux : Georges Géo-Gérald, Républicain
- Ruffec : Félix Marot, Républicain
- Angoulême-2 : Auguste Mulac, Républicain ministériel
- Confolens : Antoine Babaud-Lacroze, Républicain ministériel
- Angoulême-1 : Edgard Laroche-Joubert, Conservateur

Source : journal Le Temps du 29 avril et du 13 mai 1902 sur Gallica,.

### IXelégislature(1906-1910)
- Barbezieux : Georges Géo-Gérald, Républicain (Gauche démocratique)
- Cognac : Gustave Cuneo d'Ornano, Plébiscitaire, décédé le 17 mai 1906, remplacé par James Hennessy, Républicain progressiste, élu le 8 juillet 1906
- Angoulême-1 : Paul Mairat, Républicain (Gauche démocratique)
- Ruffec : Maurice Raynaud, Républicain (Gauche démocratique)
- Angoulême-2 : Auguste Mulac, Républicain (Gauche radicale)
- Confolens : Antoine Babaud-Lacroze, Républicain (Union démocratique)

Sources : Journal Le Temps du 6 et du 22 mai 1906 sur Gallica - ,.

### Xelégislature(1910-1914)
- Angoulême-2 : Roger Poitou-Duplessy, Action libérale, décédé le 29 juillet 1911 remplacé par Georges Géo-Gérald, Gauche démocratique, élu le 17 septembre 1911
- Barbezieux : Jean Hennessy, Républicain progressiste
- Cognac : James Hennessy, Républicain progressiste
- Angoulême-1 : Paul Mairat, Gauche radicale
- Ruffec : Maurice Raynaud, Gauche démocratique
- Confolens : Antoine Babaud-Lacroze, Gauche démocratique

Sources : Journal Le Temps du 24 avril et du 8 mai 1910 sur Gallica - ,.

### XIelégislature(1914-1919)
- Barbezieux : Jean Hennessy, Gauche démocratique
- Angoulême-2 : Georges Géo-Gérald, Républicain de gauche (modéré)
- Cognac : James Hennessy, Républicain modéré
- Ruffec : Maurice Raynaud, Radical socialiste
- Angoulême-1 : Lazare Weiller, Gauche démocratique
- Confolens : Antoine Babaud-Lacroze, Républicain de gauche (modéré)

Sources : Journal Le Temps du 28 avril et du 12 mai 1914 sur Gallica - ,.

### XIIelégislature(1919-1924)
Les élections législatives de 1919 furent organisées au scrutin proportionnel de liste. Elles marquèrent au niveau national la victoire du "Bloc national" de centre-droit.
Liste d'union nationale républicaine et agricole
- James Hennessy, Gauche républicaine démocratique, élu sénateur en 1921
- Georges Géo-Gérald, Républicain de gauche (modéré)
- Paul Mairat, Gauche républicaine démocratique
- Maurice Raynaud, Parti radical et radical-socialiste

Liste d'union républicaine clémenciste
- Jacques Poitou-Duplessy, Entente républicaine démocratique

Liste républicaine d'action et de réforme
- Jean Hennessy, Républicain socialiste

Source : Barodet sur le site de l'Assemblée Nationale - https://bibnum.sciencespo.fr/s/catalogue/ark:/46513/sc16m2kz#?c=&m=&s=&cv=

### XIIIelégislature(1924-1928)
Les élections législatives de 1924 furent organisées au scrutin proportionnel de liste. Elles marquèrent au niveau national national la victoire du "Cartel des gauches".
Liste d'Union républicaine, agricole, économique et sociale
- Jacques Poitou-Duplessy, Union républicaine démocratique
- Edmond Laroche-Joubert, Union républicaine démocratique
- Paul Condé, Union républicaine démocratique, conseiller général

Liste du Cartel des gauches
- Jean Hennessy, Républicain socialiste et socialiste français

Liste de Concentration républicaine
- Jean Carnot, Gauche républicaine démocratique, conseiller général du canton de Chabanais

Source : Barodet sur le site de l'Assemblée Nationale - https://bibnum.sciencespo.fr/s/catalogue/ark:/46513/sc16m1m0#?c=&m=&s=&cv=

### XIVelégislature(1928-1932)
Les élections législatives furent au scrutin d'arrondissement majoritaire à deux tours de 1928 à 1936.
- Angoulême : René Gounin, SFIO
- Confolens : Édouard Pascaud, Radical-socialiste
- Barbezieux : Jean Hennessy, Républicain socialiste
- Cognac : Georges Ménier, Radical-socialiste
- Ruffec : Louis Fays, Radical-socialiste

Source : Élections législatives 22-29 avril 1928 de Georges Lachapelle - https://gallica.bnf.fr/ark:/12148/bpt6k320439r.texteImage#

### XVelégislature(1932-1936)
- Angoulême : René Gounin, Parti socialiste de France
- Barbezieux : Henri Malet, Indépendant de gauche
- Confolens : Édouard Pascaud, Radical-socialiste
- Cognac : Georges Ménier, Radical-socialiste
- Ruffec : Louis Fays, Radical-socialiste

### XVIelégislature(1936-1940)
- Barbezieux : Raymond Réthoré, Radical-socialiste
- Angoulême : René Gounin, Union socialiste républicaine,  élu sénateur en 1939, remplacé par Marcel Déat, Union socialiste républicaine (candidat du Rassemblement anticommuniste), élu le 9 avril 1939
- Ruffec : Jacques Poitou-Duplessy, Fédération républicaine
- Confolens : Édouard Pascaud, Radical-socialiste
- Cognac : Georges Ménier, Radical-socialiste

## Second Empire

### Irelégislature(1852-1857)
- Jean-Baptiste Lemercier décédé en 1854, remplacé par Marcel Tesnière
- Nicolas-Prosper Gellibert des Seguins
- Jean André (homme politique)

### IIelégislature(1857-1863)
- Marcel Tesnière
- Nicolas-Prosper Gellibert des Seguins démissionne en 1859, remplacé par Ernest Gellibert des Seguins
- Jean André (homme politique)

### IIIelégislature(1863-1869)
- Oscar Planat
- Ernest Gellibert des Seguins décédé en 1868, remplacé par Jean-Edmond Laroche-Joubert
- Jean André (homme politique)

### IVelégislature(1869-1870)
- Oscar Planat
- Jean-Edmond Laroche-Joubert
- Jean André (homme politique)

## IIeRépublique
Élections au suffrage universel masculin à partir de 1848

### Assemblée nationale constituante (1848-1849)
- Léonide Babaud-Laribière
- Pierre Mathieu-Bodet
- Jean Lavallée
- Nicolas Pougeard
- Ernest Stanislas de Girardin
- Charles Planat
- Richard Auguste Hennessy
- Jean-Pierre Rateau
- Jean Frédéric Garnier de La Boissière

### Assemblée nationale législative (1849-1851)
- Pierre Mathieu-Bodet
- Jean-Baptiste Sazerac de Forge décédé en 1850, remplacé par Edgar Ney
- Jean André (homme politique)
- Nicolas Pougeard
- Ernest Stanislas de Girardin
- Richard Auguste Hennessy
- Jean-Pierre Rateau
- Jean-Baptiste Lemercier

## Chambre des députés (Monarchie de Juillet)

### IreLégislature(1830-1831)
- Philippe Albert (homme politique)
- Alexis Gellibert des Seguins
- Charles François Louis Delalot
- Jacques Hennessy
- François Pougeard du Limbert

### IIeLégislature(1831-1834)
- Ernest Stanislas de Girardin
- Jean Vatout
- Jean-Joseph Pougeard du Limbert
- Alexis Gellibert des Seguins
- Augustin Caminade de Chatenet
- François Benjamin Levrault

### IIIeLégislature(1834-1837)
- Ernest Stanislas de Girardin
- Philippe Albert (homme politique)
- Anselme Tesnières
- Jean-Joseph Pougeard du Limbert
- Jacques Hennessy

### IVeLégislature(1837-1839)
- André Jules Mimaud
- Philippe Albert (homme politique)
- Anselme Tesnières
- Jean-Joseph Pougeard du Limbert
- Jacques Hennessy

### VeLégislature(1839-1842)
- André Jules Mimaud nommé conseiller de cour d'appel en 1840, remplacé par Ernest Stanislas de Girardin
- Jean Frédéric Garnier de La Boissière
- Philippe Albert (homme politique)
- Anselme Tesnières
- Jacques Hennessy

### VIeLégislature(1842-1846)
- Ernest Stanislas de Girardin
- Jean-Baptiste Bouillaud
- Jean-Baptiste Lemercier
- Anselme Tesnières
- Jean-Joseph Pougeard du Limbert

### VIIeLégislature(17/08/1846-24/02/1848)
- Jean-François Béchameil
- Jules de Tryon de Montalembert
- Jean-Gabriel Martell
- Philippe Albert (homme politique)
- Anselme Tesnières

## Chambre des députés (Restauration)

### «Velégislature»
(23 juin 1830 - 28 juillet 1830)
- Philippe Albert (° 1788 † 1868) ;
- Alexis Gellibert des Seguins (° 1785 † 1859) ;
- Théodore Martell (° 1784 † 1860) ;
- Jacques Hennessy (° 1765 † 1843) ;
- François Pougeard du Limbert (° 1753 † 1837) ;

### IVelégislature
- Théodore Martell (° 1784 † 1860) ;
- Jacques Hennessy (° 1765 † 1843) ;
- Pierre Dupont de l'Étang (° 1765 † 1840) ;
- François Pougeard du Limbert (° 1753 † 1837) ;

### IIIelégislature
- Alexis Gellibert des Seguins (° 1785 † 1859) ;
- Jean-Baptiste-Auguste-François-Marie de La Laurencie de Charras (° 1780 † 1857) ;
- Alexandre René Gabriel de Terrasson de Montleau (° 1773 † 1842) ;
- Jacques Hennessy (° 1765 † 1843) ;
- Pierre Dupont de l'Étang (° 1765 † 1840) ;
- Jean-Baptiste Antoine O'Tard de La Grange (° 1763 † 1824) ;
- Pierre Jean-Baptiste Descordes (° 1760 † 1836) ;

### IIelégislature
- Louis Alexandre Céleste Toussaint Dubreuil-Hélion de La Guéronnière (° 1773 † 1822) ;
- Pierre Dupont de l'Étang (° 1765 † 1840) ;
- Jean-Baptiste Antoine O'Tard de La Grange (° 1763 † 1824) ;
- Pierre Jean-Baptiste Descordes (° 1760 † 1836) ;
- Jean-Baptiste François Albert (° 1759 † 1837) ;
- Jean Dupuy (° 1756 † 1831) ;
- François Pougeard du Limbert (° 1753 † 1837) ;

### Irelégislature
- Louis Alexandre Céleste Toussaint Dubreuil-Hélion de La Guéronnière (° 1773 † 1822) ;
- Pierre Dupont de l'Étang (° 1765 † 1840) ;
- Jean-Baptiste François Albert (° 1759 † 1837) ;
- Étienne Tardif de Pommeroux de Bordesoulle (1771-1837)

## Chambre des représentants (Cent-Jours)
- François Laroche (° 1775 † 1823) ;
- Pierre Callendreau (° 1772 † 1845) ;
- Pierre Dubois-Labernade (° 1756 † 1834) ;
- Jean Barnabé Robert (né en 1753) ;
- Pierre-François-Jacques Piet (né en 1752) ;
- Jean-Jacques Caminade de Chatenet (né en 1751) ;
- Jean-Baptiste Mémineau (° 1746 † 1845) ;

## Chambre des députés (Première Restauration: 1814-1815)
- Joseph Barbier de Landrevie (° 1764 † 1829) ;
- Pierre Boutelleau (° 1756 † 1838) ;
- Pierre Auzone Chancel (° 1756 † 1849) ;

## Corps législatif(1800-1814)
- Jacques Crevelier
- Joseph Barbier de Landrevie
- Nicolas-François Boreau-Lajanadie
- Pierre Boutelleau
- Pierre Auzone Chancel
- Pierre Poujaud

## Conseil des Cinq-Cents(1795-1799)
- Jacques Crevelier
- René Doche-Delisle
- Pierre Jean-Baptiste Descordes
- Jean-Pierre Ribéreau
- Pierre Jacques Maulde de Loisellerie
- Jean Desprez
- Jean Guimberteau
- Michel Marvaud-Baudet
- Antoine Dubois de Bellegarde
- Jean-Baptiste Thorel

## Convention nationale(1792-1795)
9 députés et 4 suppléants

### Députés
1. Dubois de Bellegarde (Antoine), ancien député à la Législative, commandant la garde nationale d'Angoulême.
2. Guimberteau (Jean), juge au tribunal d'Angoulême, ancien député à la Législative.
3. Chazaud (Jean-François-Simon), administrateur du district de Confolens, ancien député à la Législative.
4. Augustin Chedaneau, administrateur de l'hôpital de Ruffec, ancien député à la Législative.
5. Jean Ribereau, procureur-syndic de Barbezieux. Est exclu après le 31 mai 1793 ; est rappelé le 18 frimaire an III (8 décembre 1794).
6. Devars (Jean), juge du district de Larochefoucauld.
7. Jean-Louis Carra. Opte pour la Saône-et-Loire. Est remplacé par Maulde.
8. Jean Brun, procureur syndic du district d'Angoulême.
9. Jacques Crevelier, administrateur du département.

### Suppléants
1. Pierre Jacques Maulde de Loisellerie, suppléant à la Législative. Remplace Carra qui a opté pour Saône-et-Loire.
2. Fasse. N'a pas siégé.
3. Lecocq. Officier municipal à Cognac. N'a pas siégé.
4. Gaboriaud de Sublins. Est nommé suppléant dans une élection complémentaire. N'a pas siégé.

## Assemblée législative
9 députés et 3 suppléants

### Députés
1. Dubois-de-Bellegarde (Antoine), chevalier de Saint-Louis, commandant de la garde nationale d'Angoulême.
2. François Lafaye-des-Rabiers, procureur-syndic du district de Barbezieux. Est démissionnaire le 26 juillet 1792 ; sa démission n'est pas acceptée.
3. Léchelle (Pierre), commissaire du roi au tribunal du district de La Rochefoucauld.
4. Blanchon (Jean-François), avoué au tribunal du district de Confolens, homme de loi, administrateur du département.
5. Martin (Gabriel), juge au tribunal du district de Cognac.
6. Chedaneau (Augustin Rolland Jean André Fostin), administrateur de l'hôpital de Ruffec.
7. Dumas de Champvallier (Jean Louis), homme de loi, juge de paix de Champagne-Mouton, administrateur du département.
8. Guimberteau (Jean), juge au tribunal du district d'Angoulême.
9. Chazaud (Jean-François Simon), administrateur du directoire du district de Confolens.

### Suppléants
1. Lamotte-du-Chambon (Étienne), maire d'Eymoutiers.
2. Pierre Jacques Maulde de Loisellerie, administrateur du district d'Angoulême.
3. Gaboriaud-des-Hubelins, administrateur du département, domicilié à Ruffec.